# Неверовка (Омская область)
Неве́ровка — село в Таврическом районе Омской области. Административный центр Неверовского сельского поселения.

## История
Основано в 1911 году. В 1928 году состояло из 155 хозяйств, основное население — украинцы. В административном отношении являлось центром Неверовского сельсовета Таврического района Омского округа Сибирского края.

## Население
| 1926 | 2010  |
| ---- | ----- |
| 822  | ↗1039 |

## Улицы
| - ул. Гагарина, - ул. Зелёная, - пер. Зелёный, - ул. Лермонтова, - пер. Луговой, - ул. Магистральная, | - ул. Мира, - ул. Молодёжная, - ул. Новостройка, - ул. Промышленная, - ул. Пушкина, - пер. Рабочий, | - ул. Специалистов, - ул. Степная, - ул. Центральная, - ул. Школьная, - пер. Школьный. |